# Гогличидзе, Лео Зурабович
Ле́о Зура́бович Гогличи́дзе (род. 29 мая 1997 или 29 апреля 1997, Ростов-на-Дону) — российский футболист, защитник клуба «Родина».

## Биография
Воспитанник академии ФК «Краснодар». За молодёжную команду в сезонах 2013/14 — 2017/18 провёл 40 матчей. 6 ноября 2014 года дебютировал на профессиональном уровне, сыграв в гостевом матче первенства ПФЛ за «Краснодар-2» против «Сочи». 21 сентября 2016 года дебютировал за «Краснодар» в гостевом матче 1/16 Кубка России против «Спартака-Нальчик» (2:0) — вышел в стартовом составе и был заменён на 76-й минуте Лаборде, позже забившим второй гол. В феврале 2018 года был отдан в аренду до конца сезона в клуб «Олимпиец» Нижний Новгород. Позже аренда с клубом, переименованным в «Нижний Новгород», была продлена ещё на год. Сезон 2019/20 отыграл в аренде в клубе «Чайка» Песчанокопское, в июне 2020 подписал с клубом полноценный контракт. В январе 2021 «Краснодар» выкупил контракт Гогличидзе у «Чайки» и вновь отдал его в аренду в «Нижний Новгород» с опцией выкупа. В июне «Нижний Новгород», вышедший в РПЛ, заключил контракт с футболистом. 26 июля Гогличидзе дебютировал в чемпионате России, в домашнем матче против «Сочи» (1:0) отыграв первые 60 минут.
22 июня 2023 года перешёл в «Оренбург» на правах аренды с правом выкупа.
9 августа 2023 дебютировал в матче против «Сочи» (2:0). В июне 2024 года вернулся в «Урал» после окончания аренды.
16 февраля 2025 покинул «Урал» и 19 февраля перешёл в грозненский «Ахмат», подписав контракт до конца сезона 2024/25, с возможностью продления ещё на два года. 17 июня 2025 года покинул клуб.
17 июля 2025 года стал игроком «Родины».
Двоюродный брат Николай Абуладзе также футболист.